# Große Löffelspitze
Große Löffelspitze (eller endast Löffelspitze) är ett berg i Österrike. Det ligger i förbundslandet Tyrolen, i den centrala delen av landet. Toppen på Große Löffelspitze är 3 190 meter över havet.
Den högsta punkten i närheten är Rötspitze, 3 495 meter över havet, öster om Große Löffelspitze.
Trakten runt Große Löffelspitze består i huvudsak av kala bergstoppar och isformationer.